# Black Breath
Black Breath — американський хеві-метал гурт із Вашингтона, створений у Беллінгемі в 2006 році. Пізніше гурт переїхав до Сіетла.
Музика гурту Black Breath була класифікована як краст-панк, дез-н-рол, дез-метал, треш-метал.
Ключовим фактором їх звучання є використання педалі дисторшну для гітари, Boss HM-2, яку на початку 1990-х популяризували такі гурти, як Entombed, Dismember і Edge of Sanity.

## Історія
Гурт Black Breath почав свою діяльність у 2005 році, граючи в місцевих барах і на вечірках в Беллінгемі.
Вони випустили кілька демо-записів, перш ніж, нарешті, випустили міні-альбом Razor to Oblivion під власним лейблом Hot Mass Records у 2008 році. Мініальбом привернув увагу місцевого музичного андеграунду, і в жовтні 2009 року гурт підписав контракт із Southern Lord Records, лейблом, орієнтованим на метал і хардкор-панк, у Лос-Анджелесі. Щоб підтримати свій мініальбом, гурт Black Breath гастролював по всій країні, і грав на розігріві у таких гуртів, як Victims, Rise and Fall, Trap Them.
Лейбл Southern Lord Records перевидав міні-альбом Razor to Oblivion і взявся за його розповсюдження.
Гурт Black Breath вирушив на східне узбережжя, щоб записати свій дебютний альбом Heavy Breathing на рекорд-студії , яка належить гітаристу гурту Converge, Курту Баллоу. 30 березня 2010 року був випущений альбом Heavy Breathing на лейблі Southern Lord Records. Їхній другий альбом під назвою Sentenced To Life був випущений 27 березня 2012 року також на лейблі Southern Lord Records.
У жовтні 2014 року було оголошено, що гурт Black Breath повертаються на рекорд-студію GodCity Studios, щоб записати наступний альбом Slaves Beyond Death, який вийде на початку 2015 року.
Елайджа Нельсон, басист гурту, був знайдений мертвим 29 грудня 2019 року.

## Учасники гурту

### Поточні
- Ніл МакАдамс (Neil McAdams),
- Ерік Воллес (Eric Wallace),
- Марк Палм (Mark Palm),
- Джеймі Байрам (Jamie Byrum)

### Колишні
- Зак Мульят (Zack Muljat),
- Браян Слодиско (Brian Slodysko),
- Джош Холланд (Josh Holland),
- Елайджа Нельсон (Elijah Nelson) —  помер 29 грудня 2019 року.[4]

## Дискографія
- Razor to Oblivion EP (2008)
- Heavy Breathing (2010)
- Sentenced to Life (2012)
- Slaves Beyond Death (2015)

## Музичні кліпи
- Home of the Grave (2012)